# Фиорентини, Марио
Марио Фиорентини (7 ноября 1918 г. — 9 августа 2022 г.) — итальянский партизан, шпион, математик и академик, в течение многих лет профессор геометрии в университете Ферарры. Участвовал в многочисленных партизанских действиях, в том числе в штурме входа в тюрьму Регина Коэли и участии в организации атаки на виа Раселла. Он был самым титулованным партизаном Италии во время Второй мировой войны.

## Биография

### Юность
Фиорентини родился в Риме в семье Марии Москателли и Пасифико Фиорентини 7 ноября 1918 года. Его мать, католичка, переехала в Рим из Читтадукале в поисках работы, как и многие другие молодые люди того времени; его отец, еврей, работал бухгалтером и управляющим по банкротству.

### Во время войны
Будучи студентом, Фиорентини тайно сотрудничал со «Справедливостью и свободой» и с Коммунистической партией. В начале 1943 года он вместе с Плинио Де Мартиисом организовал спектакли в Театре Мадзини и Делле Арти с такими актерами, как Витторио Гассман, Леа Падовани, Нора Риччи, Витторио Каприоли, Карло Маццарелла, Альберто Бонуччи и Аве Нинчи, режиссерами Луиджи Сквуарцина, Адольфо Чели и Марио Ланди. Позже он познакомился с Лючией Оттобрини, которая стала его партнершей.
После 25 июля 1943 года вместе с Антонелло Тромбадори он сформировал группу партизан, известную как Ардити дель Пополо. 9 сентября 1943 года Фиорентини принял участие в бою против немцев у ворот Сан-Паоло в рядах членов Партии действия; в октябре организовал и возглавил центральные группы патриотического действия (ГПД) в IV оперативном районе «Рома центро», взяв боевое имя «Иоанн»; это формирование вместе с ГПД Карло Пизакане входило в состав партизанской структуры, принадлежавшей сети, которой командовал Карло Салинари.
Первая акция ГПД, в которой приняли участие Марио Фиорентини, Росарио Бентивенья (Паоло) и Франко ди Лерния (Пьетро), была организована с целью убийства министра внутренних дел Республики Сало Гвидо Буффарини-Гвиди и иерарха Франческо Мария Барраку, намеревавшихся поужинать в ресторан возле Пьяцца Навона; акция была отменена в последний момент, когда коммандос уже были на месте (октябрь 1943 г.). 31 октября Лючия Оттобрини была добавлена к тройке под прикрытием для операции на Корсо Витторио Эмануэле II. Группа убила трех солдат салийской республики, вышедших из Палаццо Браски, после того, как преследовали их почти до Пьяцца Венеция.
Его родители были арестованы и доставлены в военный колледж Палаццо Сальвиати, недалеко от тюрьмы Регина Коэли, во время рейда на римское гетто 16 октября 1943 года, хотя они жили за пределами гетто, на улице Капо-ле-Казе. Их двоих вместе с сотнями других людей должны были погрузить в поезда для депортации, но мать подкупила охранника фамильными драгоценностями, таким образом сумев сбежать и укрыться со своей сестрой.
Марио также удалось избежать захвата в тот день. Накануне вечером он спал в доме своих родителей, и под его кроватью были спрятаны бомбы, но его не нашли, потому что дом не обыскивали; он сбежал сам по крышам.
18 ноября Фиорентини отвечал за прикрытие некоторых групп Пизакана, вошедших в Театро Адриано, узнав, что на следующий день генерал Штахель, командующий площадью в Риме, будет присутствовать среди высокопоставленных немецких офицеров и республиканских фашистских властей (включая маршала Родольфо Грациани). Партизаны Пизакане подложили под сцену огнетушитель, наполненный около 3 кг тротила и оснащенный часовым механизмом, но он не взорвался.
Вечером 17 декабря 1943 года Фиорентини вместе с Лючией Оттобрини, Карлой Каппони и Росарио Бентивеньей принял участие в акции против немецкого офицера с сумкой, полной документов. Офицер был убит Каппони и Бентивеньей, которые захватили сумку и передали ее военной хунте.
На следующий день квартет получил задание заложить бомбу у выхода из кинотеатра «Барберини», часто посещаемого немецкими солдатами. В результате нападения восемь солдат погибли, а количество раненых не уточняется.
26 декабря, когда группа, состоящая из Оттобрини, Каппони, Бентивеньи и Ди Лернии, прикрывала, Фиорентини бросил пакет со взрывчаткой, содержащий два килограмма тротила, проезжая на велосипеде мимо входа в тюрьму Регина Коэли, в тот момент, когда 28 немецких солдат проводили смену караула, в результате чего 5 человек погибли и около 20 получили ранения; еще 2 скончались позже. Фиорентини удалось избежать выстрелов других солдат, высунувшихся из тюремных окон. На следующий день германское военное командование издало указ, запрещающий использование велосипедов в Риме.
10 марта 1944 года Фиорентини вместе с Оттобрини, Бентивеньей и Франко Ферри, выйдя из-за киосков рынка на площади Монте-д’Оро, бросили бомбы в процессию фашистов на Виа Томачелли, в результате чего трое человек погибли и многие получили ранения. Затем они скрылись в толпе. Атака благодаря своему техническому совершенству уже предвосхищала следующую атаку на виа Раселла.
Именно Фиорентини заметил из своего укрытия возле виа дель Тритоне ежедневный проход южнотирольских полицейских полка полиции СС Бозен. Дальнейшее наблюдение показало, что наиболее подходящим местом для атаки по пути в палату будет узкая виа Раселла, по которой немцы проходят ровно в 14 часов. Выбор был одобрен коммунистом Джорджо Амендолой, который позже заявил, что он тоже заметил ежедневное хождение полка по площади Испании.
Фиорентини был исключен из участия в боевых действиях 23 марта 1944 г., поскольку он рисковал быть узнанным родственником. В результате атаки тридцать три солдата погибли и около пятидесяти были ранены; было двое жертв среди мирных жителей, но среди групп потерь не было. На следующий день немцы ответили ардеатинским убийством.
23 марта 2012 года в интервью газете Il Messaggero в Риме Фиорентини сказал, что он узнал о репрессиях только в следующем месяце, но в любом случае опасность репрессий была постоянной опасностью и что бездействие как альтернатива в любом случае «было бы ошибкой».
В последующие недели Фиорентини и Оттобрини покинули Рим, чтобы руководить операциями ГПД между Тиволи, Лацио и Кастель-Мадама. После освобождения Рима, начиная с июля 1944 года, Фиорентини был назначен командующим миссией «Динго» при Американском управлении стратегических служб (УСС) и продолжал сопротивление в Северной Италии (Эмилия и Лигурия).

### После войны
После Второй мировой войны Фиорентини отклонил предложение баллотироваться в парламент и вместо этого получил степень по математике. С 1964 года он занимался математическими исследованиями, уделяя особое внимание гомологическим методам в коммутативной алгебре и алгебраической геометрии, в тесной связи с более передовыми идеями Александра Гротендика и его школы. С 1 ноября 1971 года он был профессором высшей геометрии университета Ферарры.
Он посвятил себя распространению математики в школах, сотрудничая со многими молодыми людьми, такими как Асканио Целестини и Вероника Кручиани. Он отвечал за «повторное открытие» фигуры Джорджио Маринколы. Исследование Марио Фиорентини было посвящено в июне 1997 года. Наиболее значительные его работы недавно были собраны и опубликованы Пауло Рибенбоймом.
В 2013 году был снят документальный фильм под названием L’uomo dai quattro nomi (Человек с четырьмя именами) режиссера Клаудио Коста, в котором Фиорентини рассказывает свою историю в Сопротивлении.
В ноябре 2018 года, по случаю его сотого дня рождения, были предприняты различные инициативы: 7 ноября была выпущена книга-интервью о нем «Последний Гаппист (Участник ГПД)», написанная Мирко Беттоцци, содержащая критическую заметку Дуччио Тромбадори. 13 ноября 2018 года в начальной школе Федерико Ди Донато в Риме в районе Эскилино прошли торжества, на которых Фиорентини была представлена новая книга, написанная в сотрудничестве с Эннио Пересом. По этому случаю выступили Асканио Челестини, который прочитал несколько сказок, и Сара Модильяни, которая спела партизанские песни. В 2019 году ему исполнилось 100 лет.
Фиорентини умер 9 августа 2022 года в возрасте 103 лет.

## Награды
- Серебряная медаль за воинскую доблесть[англ.] (Рим, 11 марта 1943)[33]
- Серебряная медаль за воинскую доблесть[англ.] (Рим, 26 декабря 1943)[33]
- Серебряная медаль за воинскую доблесть[англ.] (Северная Италия, июль 1944 — апрель 1945)[33]
- Крест «За военных заслуги»[англ.] (сентябрь 1943 — июнь 1944)[33]
- Крест «За военных заслуги»[англ.][33]
- Крест «За военных заслуги»[англ.][33]

## Работы
- «On relative regular sequences»[3]
- Примеры полуфакториальных колец Коэна-Маколея, не являющихся кольцами Горенштейна
- Примеры колец Коэна-Маколея, не являющихся кольцами Горенштейна
- с Ф. ван Ойстайеном, «Коммутативная алгебра и алгебраическая геометрия»
- с Альдо Марручелли, Дополнения современной математики
- с Л. Бадеску, Полуфакториальные и факториальные критерии для локальных колец с геометрическими приложениями
- с Александру Т. Ласку, Формула перечислительной геометрии

### Комментарии
1. ↑  Чтобы спрятаться от фашистов, Фиорентини несколько раз менял личность во время войны.